# Chrysobothris culbersoniana
Chrysobothris culbersoniana är en skalbaggsart som beskrevs av Knull 1943. Chrysobothris culbersoniana ingår i släktet Chrysobothris och familjen praktbaggar. Inga underarter finns listade i Catalogue of Life.